# Thorelliola javaensis
Thorelliola javaensis är en spindelart som beskrevs av Gardzinska, Patoleta 1997. Thorelliola javaensis ingår i släktet Thorelliola och familjen hoppspindlar. Inga underarter finns listade i Catalogue of Life.